# Aventin

Mapka sedmi římských pahorků (popisky v latině a angličtině)

Aventin (lat. Aventinus) je jeden ze sedmi pahorků, na nichž stál starověký Řím. Leží nad řekou Tiberou, v jihozápadním cípu starověkého města, a tvoří jej vlastně dva pahorky, mezi nimiž probíhá současná Via Aventina. Z pamětihodností zde stojí raně křesťanská basilika Santa Sabina, kostel San Alessio a kostel P. Marie, při němž je i rezidence velmistra Řádu maltézských rytířů. Je zde také římský růžový sad.

## Historie
Podle Vergilia žil v jeskyni na Aventinu nestvůrný obr Kákos, který ukradl Héraklovi osm kusů dobytka a Héraklés ho pak zabil. Podle pověsti o založení Říma zde sídlil Remus, kdežto na protějším Palatinu jeho úspěšnější bratr Romulus. Když Romulus získal příznivější věštbu z letu ptáků a Rema zabil, byl Remus pochován na Aventinu. Také později byl Aventin sídlem chudých lidí a vznikla zde řada povstání. Roku 494 př. n. l., na začátku republiky, se sem patrně uchýlili plebejové na protest proti vysokým daním. Až po několikaletém vyjednávání se vrátili do města, když senát zřídil úřad tribuna lidu. Ve starověku zde stával chrám bohyně Luny a roku 396 př. n. l. sem byla umístěna socha bohyně Juno, ukořistěná v etruském městě Veji. Při kostele San Alessio byl od 7. století významný klášter sv. Alexia a Bonifáce, kde byl mnichem i svatý Vojtěch a odkud také přivedl první mnichy do Břevnova. V současnosti je Aventin klidné místo zahrad a vil, kde bydlí bohatí lidé.

## Zajímavosti
Roku 1557 povýšil císař Ferdinand I. vynikajícího pražského tiskaře Jiřího Melantricha do šlechtického stavu s přídomkem "z Aventina". Na severním úpatí Aventinu je rozlehlé místo, kde v antické době byl Circus Maximus. Zde se konaly závody válečných vozů, tažených koňmi. Právě zde závodil Ben Hur ve stejnojmenném filmu se svým bývalým přítelem Messalou.

## Galerie

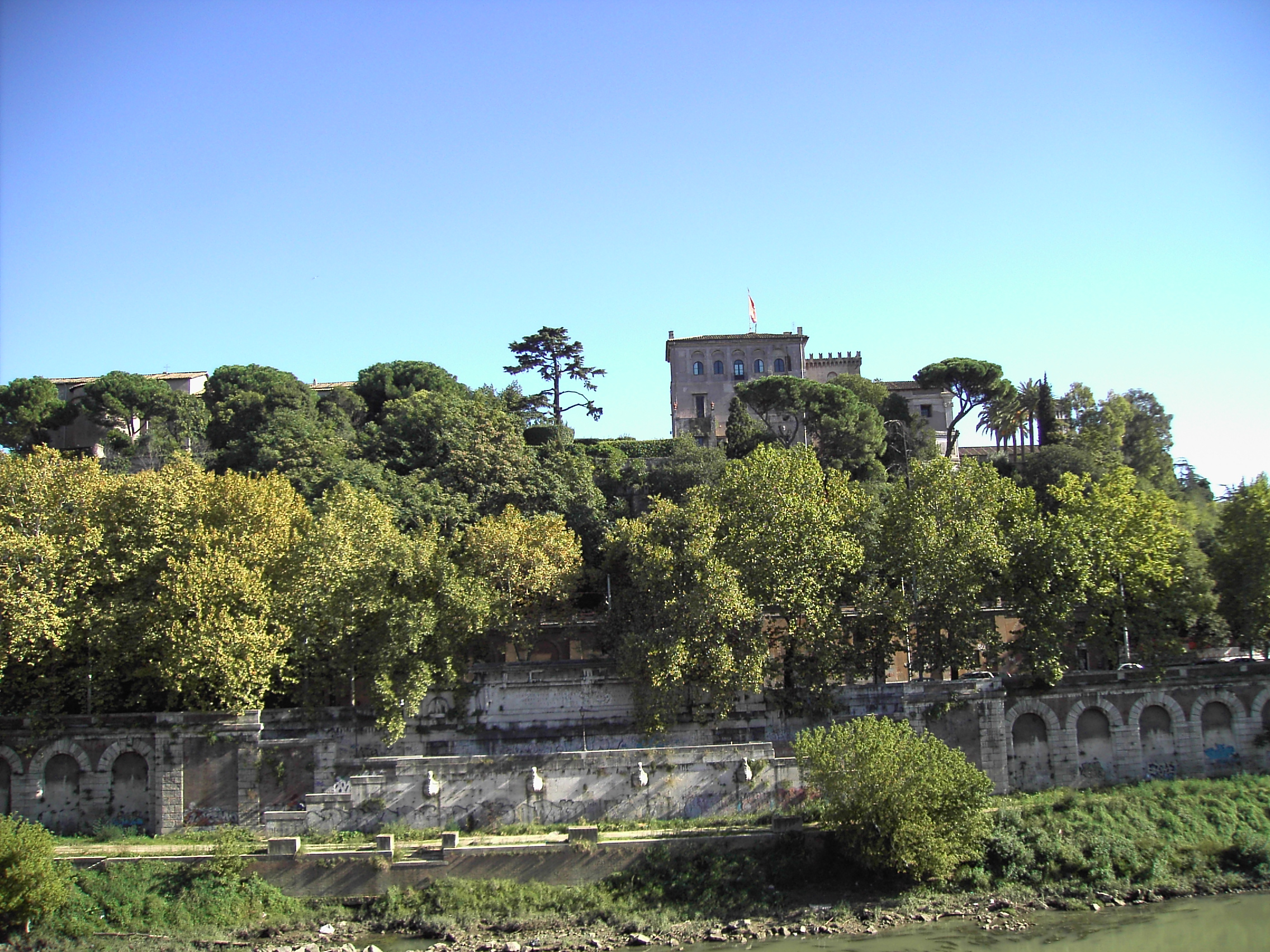
Aventin od řeky
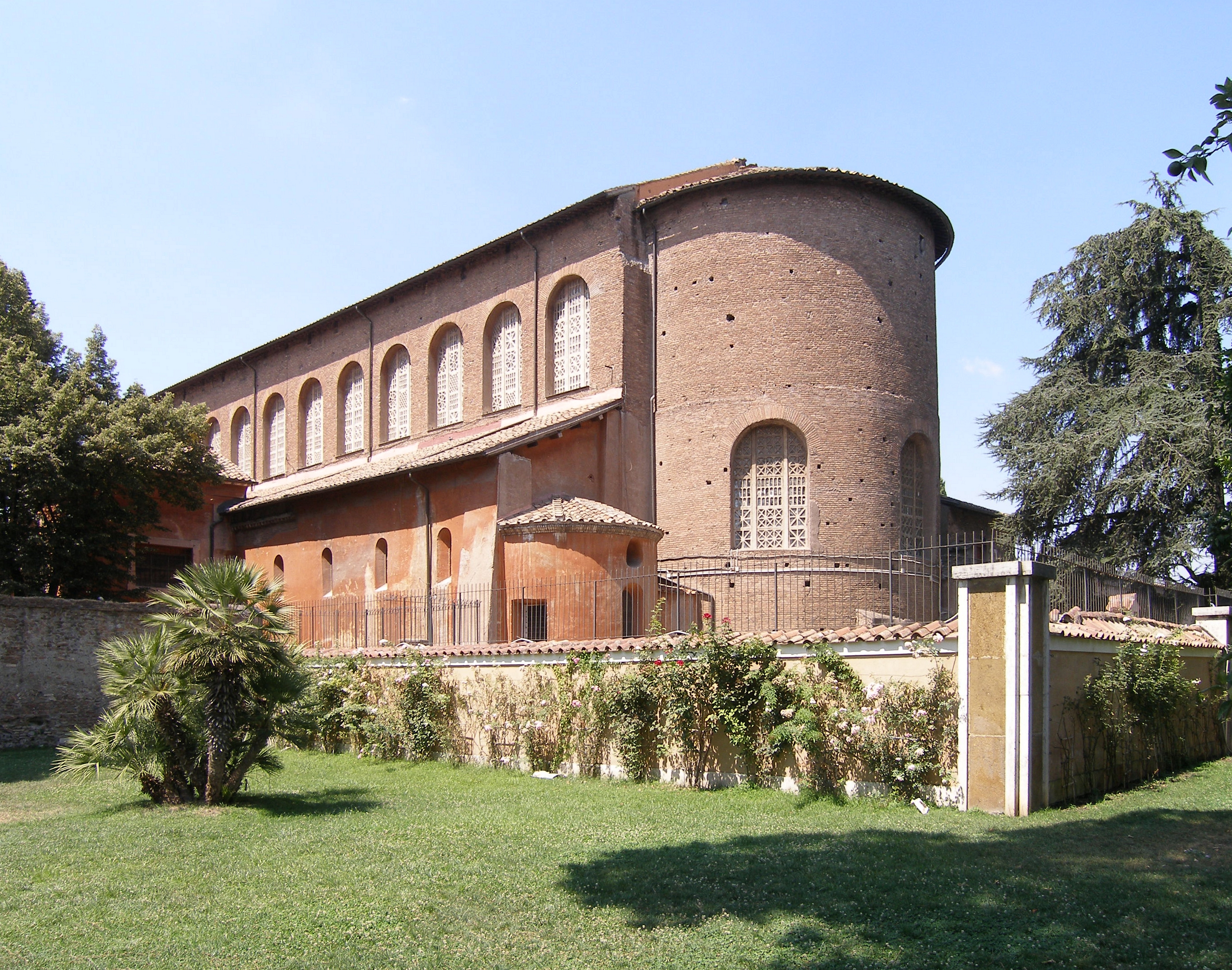
S. Sabina
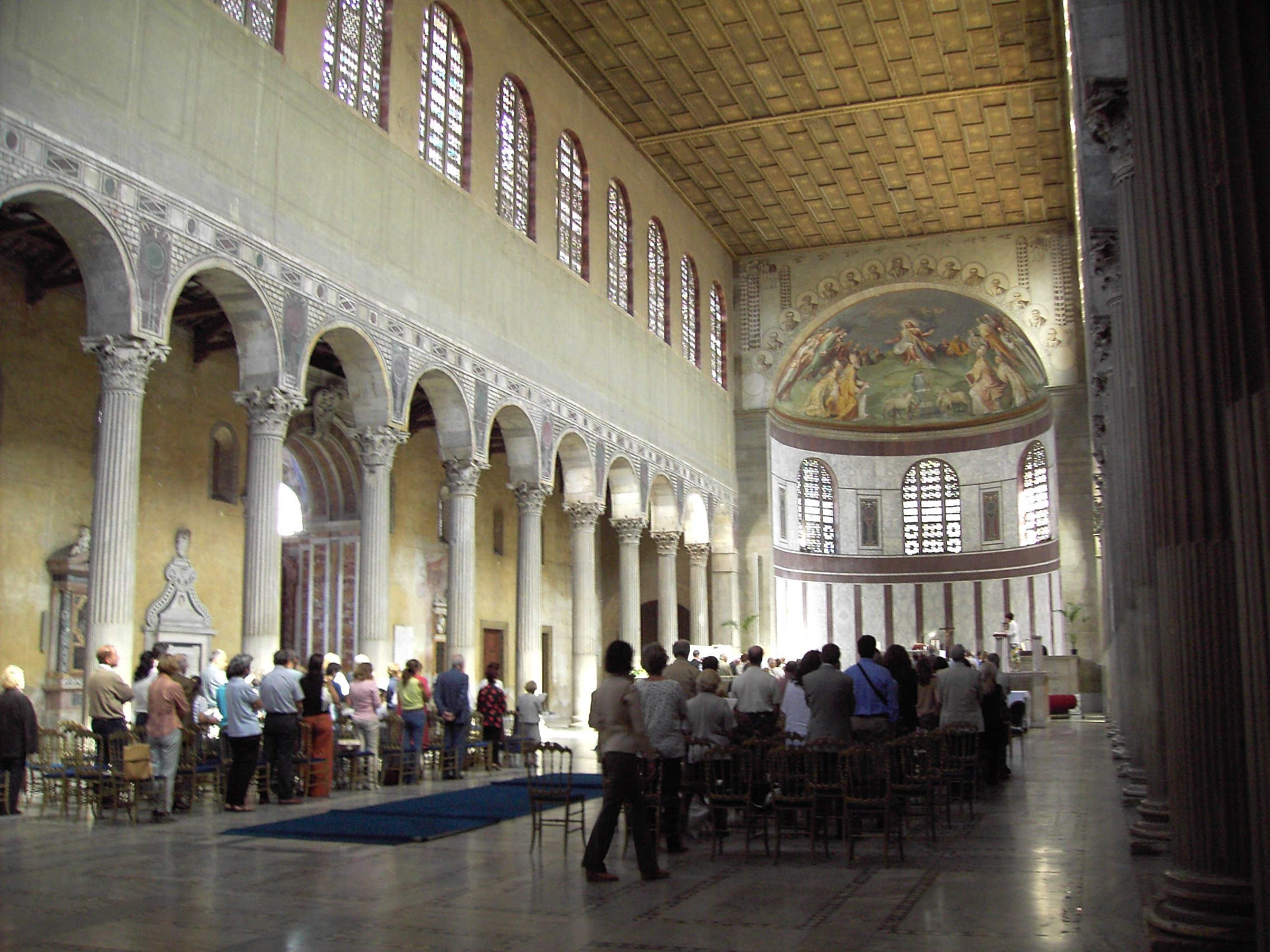
Basilika S. Sabina, vnitřek
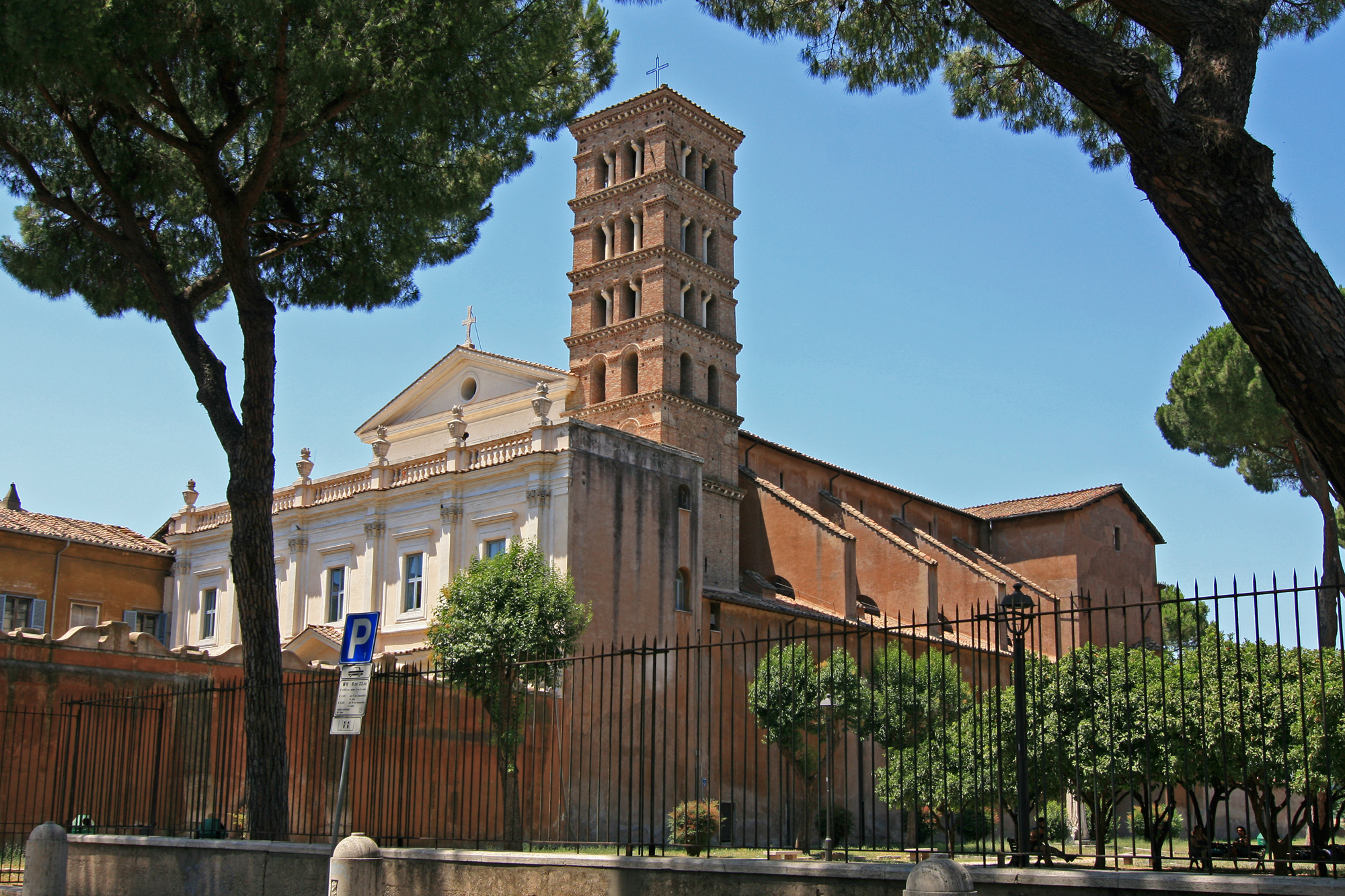
Kostel sv. Alexia a Bonifáce
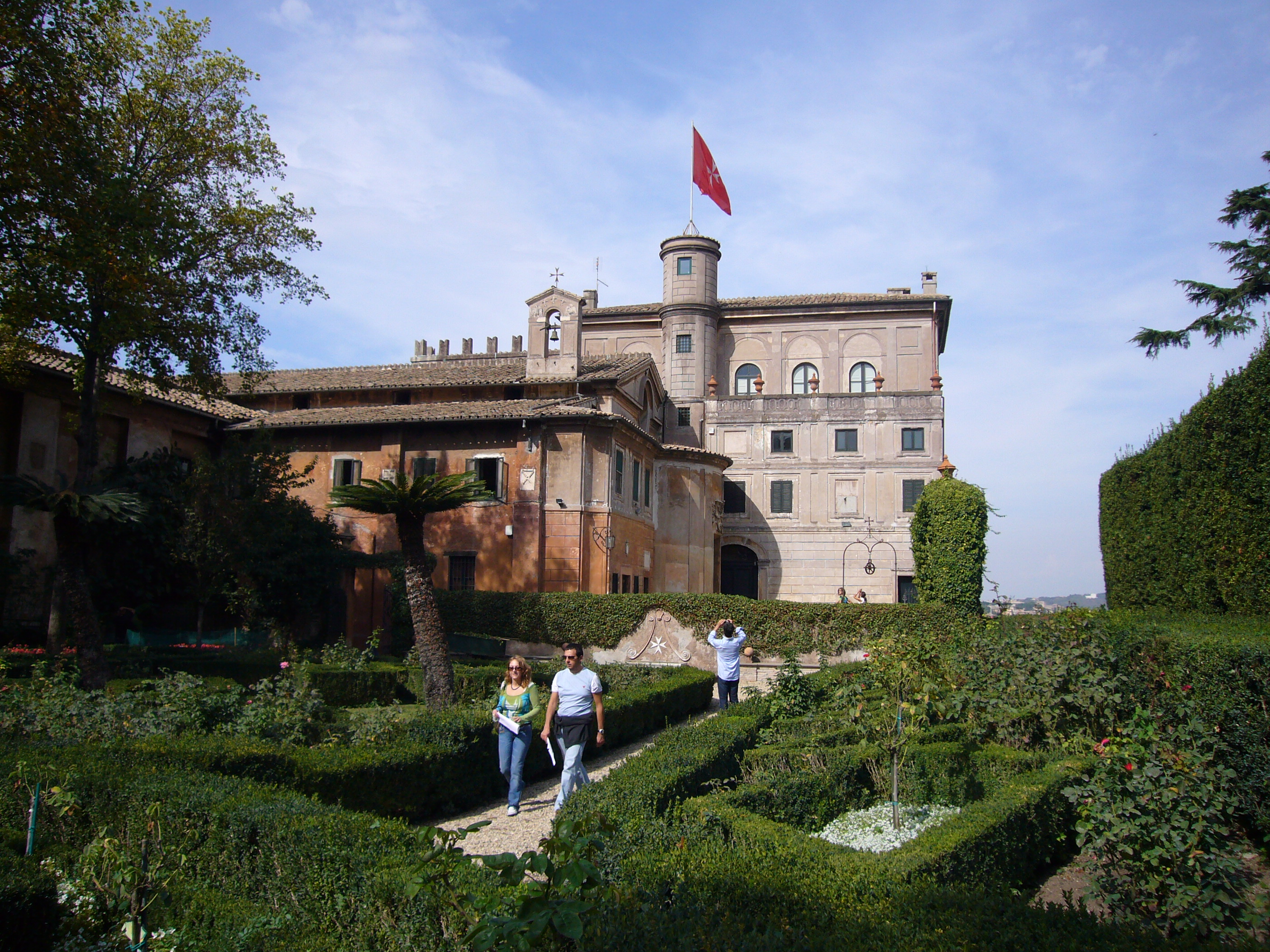
Kostel a rezidence Maltézských rytířů